# Лютикова, Валентина Ивановна
Валентина Ивановна Лютикова (укр. Валентина Іванівна Лютікова; род. 4 октября 1953, Керчь, Крымская область) — украинский политик и государственный деятель, народный депутат Украины VII созыва.

## Образование
Керченский филиал Севастопольского приборостроительного института. Днепропетровский химико-технологический институт по специальности инженер-химик-технолог. 2001 год — Херсонский национальный технический университет.

## Трудовая деятельность
1971 год — контролёр ВТК, инженер по стандартизации на Керченском металлургическом заводе им. Войкова. 1986 год — секретарь Крымского областного профсоюза рабочих металлургической промышленности. 1989—1995 годы — председатель группы народного контроля, начальник квартирного бюро Керченского металлургического комбината им. Войкова.
В 1990 году избрана депутатом Верховной Рады Автономной Республики Крым I созыва. 1995 году работала главным специалистом отдела субсидий, заведующей организационно-контрольного отдела Керченского городского совета. В 2002—2006 годах возглавляла Керченский центр занятости. В 2006 году — секретарь Керченского городского совета.
На парламентских выборах 2012 года была избрана депутатом Верховной Рады Украины от Партии регионов по одномандатному избирательному округу № 5 (Керчь), набрав 41,81 % голосов избирателей.
3 июня 2014 года вышла из Партии Регионов и вошла в состав депутатской группы «За мир и стабильность». После непризнанных Украиной и западными странами «выборов» в Крыму, 18 сентября 2014 года на пресс-конференции заявила о сложении с себя депутатских полномочий.
Член партии «Патриоты России».

## Награды
- Почётная грамота Совета министров Автономной Республики Крым (2000) — «за многолетний и добросовестный труд в органах исполнительной власти»[4].
- Почётное звание «Заслуженный работник местного самоуправления в Автономной Республике Крым» (2001) — «за личный вклад в развитие местного самоуправления в Автономной Республике Крым, профессионализм, многолетний добросовестный труд и в связи с Днём местного самоуправления»[5].
- Благодарность Председателя Совета министров Автономной Республики Крым (2011) — «за значительный вклад в становление и развитие Автономной Республики Крым и в связи с 20-летием образования Автономии»[6].
- Орден «За заслуги» 3-й степени (2013) — «за значительный личный вклад в социально-экономическое, научно-техническое, культурно-образовательное развитие Украинского государства, весомые трудовые достижения, многолетний добросовестный труд»[7].